# Spoorlijn Fives - Moeskroen (grens)
De spoorlijn Fives - Moeskroen (grens) is een Franse spoorlijn die Fives bij Lille met Tourcoing verbindt en verder richting de Belgische grens bij Moeskroen. De spoorlijn is 14,6 km lang en heeft lijnnummer 278 000.

## Geschiedenis
De spoorlijn is in meerdere fases geopend. Het gedeelte Tourcoing - Moeskroen werd geopend op 6 augustus 1842, het gedeelte Fives - Tourcoing op 6 november 1842. 
In 1964 is het gedeelte tussen Fives en de aftakking Lion d'Or geëlektrificeerd als onderdeel van de lijn Lille - Hazebrouck in 1982 is het gedeelte tussen de aftakking Lion d'Or en Moeskroen ook geëlektrificeerd.
De spoorlijn is dubbelsporig uitgevoerd en de maximumsnelheid bedraagt 100 km/u.

## Treindiensten
De SNCF verzorgt her personenvervoer met TGV en TER treinen. De NMBS verzorgt het personenvervoer met IC treinen.
| Serie      | Treinsoort       | Route | Bijzonderheden                             |
| ---------- | ---------------- | --- | ------------------------------------------ |
| TGV 7200   | TGV (SNCF)       | Paris Nord – Arras – [ Lille-Flandres – Tourcoing ] / [ Lille-Europe – Dunkerque ] |                                            |
| Ouigo 7660 | TGV (SNCF)       | Tourcoing – Aéroport Charles-de-Gaulle 2 TGV – Marne-la-Vallée - Chessy – Massy TGV – Saint-Pierre-des-Corps – Poitiers – Angoulême – Bordeaux-Saint-Jean |                                            |
| Ouigo 7830 | TGV (SNCF)       | [ Lille-Flandres – TGV Haute-Picardie – ] / [ Tourcoing – ] Aéroport Charles-de-Gaulle 2 TGV – Marne-la-Vallée - Chessy – [ Lyon-Part-Dieu – ] / [ Lyon-Saint-Exupéry TGV – Valence-Rhône-Alpes-Sud TGV – ] Avignon TGV – Aix-en-Provence TGV – Marseille-Saint-Charles |                                            |
| Ouigo 7860 | TGV (SNCF)       | [ Lille-Flandres – ] / [ Tourcoing – TGV Haute-Picardie – ] Aéroport Charles-de-Gaulle 2 TGV – Marne-la-Vallée - Chessy – [ Lyon-Part-Dieu – Valence-Rhône-Alpes-Sud TGV – ] / [ Lyon-Saint-Exupéry TGV – ] Nîmes-Pont-du-Gard – Montpellier-Sud-de-France              |                                            |
| IC 04      | Intercity (NMBS) | Antwerpen-Centraal – Gent-Sint-Pieters – Kortrijk – Poperinge |                                            |
| IC 19      | Intercity (NMBS) | Kortrijk – Moeskroen – Herzeeuw – Froyennes – /Doornik – Bergen – Charleroi-Centraal – Namen | Eerst en laatste ritten van/naar Kortrijk. |
| P 80       | TER (SNCF)       | Lille-Flandres – Tourcoing |                                            |

## Aansluitingen
In de volgende plaatsen is of was er een aansluiting op de volgende spoorlijnen:
Fives
RFN 267 000, spoorlijn tussen Fives en Hirson
RFN 269 000, spoorlijn tussen Fives en Baisieux
RFN 272 000, spoorlijn tussen Paris Nord en Lille
RFN 273 308, raccordement voie RV van Lille
RFN 277 100, raccordement van Saint-Sauveur
RFN 289 000, spoorlijn tussen Fives en Abbeville
aansluiting Lion d'Or
RFN 295 000, spoorlijn tussen Lille en Les Fontinettes
aansluiting Wasquehal
RFN 278 306, raccordement van Rougebarre
RFN 278 606, stamlijn ZI de La Pilaterie
Tourcoing
RFN 268 000, spoorlijn tussen Somain en Halluin
RFN 268 301, raccordement van Roubaix
Tourcoing grens
Spoorlijn 75 tussen Gent-Sint-Pieters en Moeskroen

## Galerij

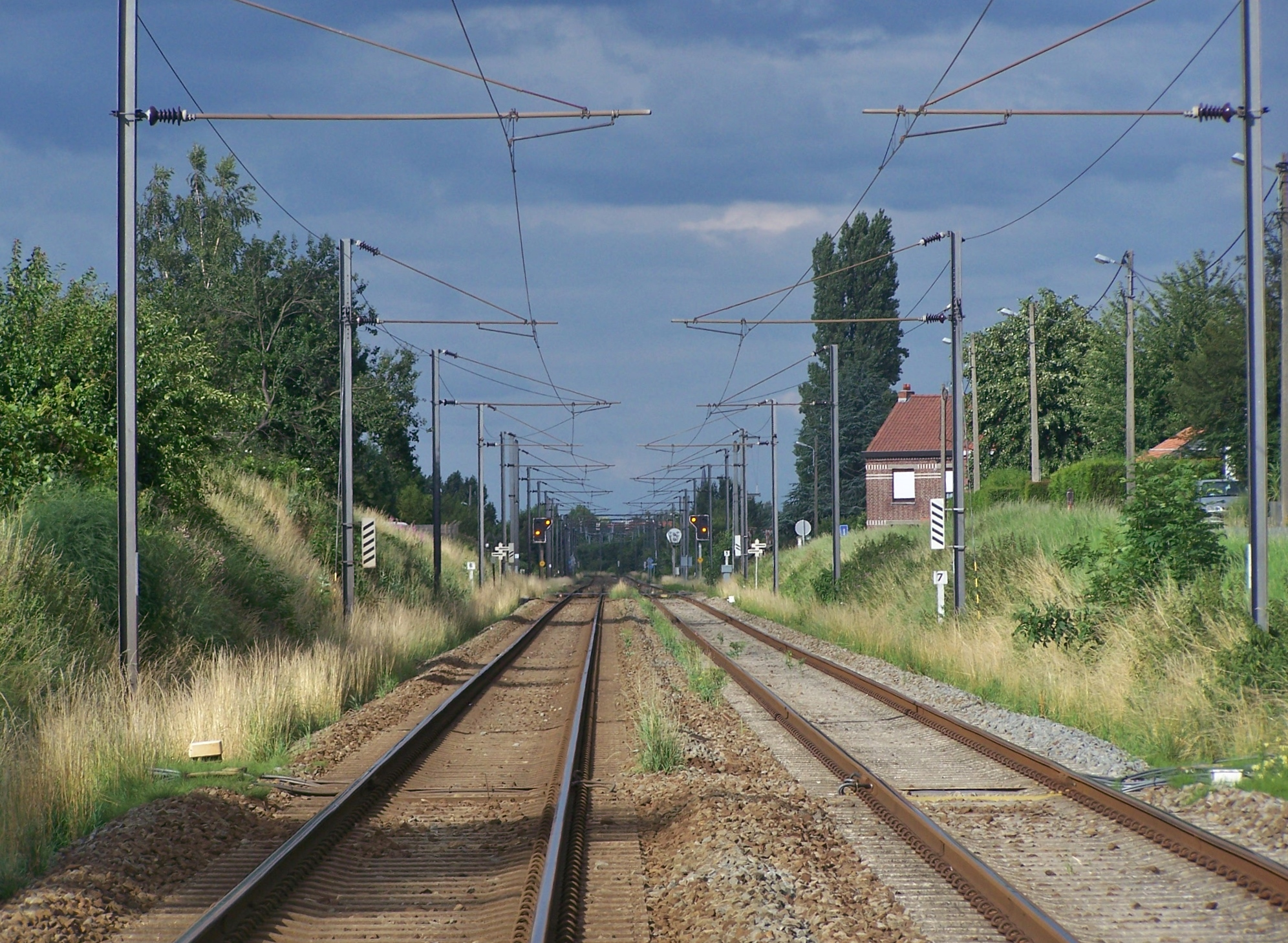
De spoorlijn nabij de grens met België.